# 台灣女性主義運動
台湾的女性主义運動，在威权主义时期的外交困頓中，隨1970年代蓬勃的台灣社會運動一同崛起，取得一部分女权主义的阶段性进步。

## 概述
范雲將台湾的女性主义運動(同下稱婦運)，分成四個時期：萌芽的第一階段(1971年呂秀蓮提出新女性主義-)、擴大的第二階段(1982年婦女新知雜誌社建立-)、多元發展的第三階段(1987年解嚴-)與從路線分化到差異確立的第四階段(1990年代-)。
顧燕翎則將婦運分成四個階段：
1. 拓荒期(1970年代)：以拓荒者出版社為中心
2. 耕耘期(1980年代)：以婦女新知為中心
3. 百花齊放(1987-1994)：呼應解嚴，大量女性主義團體成立
4. 深化期(1995-)：婦運內部差異產生分化

## 1970年代
吕秀莲是当代台湾女权主义思想的先鋒。1971年至1974年間，吕秀莲一方面在行政院法规委员会任职，历任行政院咨议、专员兼科长，另一方面組織其他女性主義者展開了台湾當代的女权运动。呂秀蓮在其咨议任內批評1970年代大學院校聯合招生委員會試圖限制女性學生入學名額，即「防止大專女生過多事件」。1972年的鍾肇滿殺妻案引起了各方議論，呂秀蓮亦著文〈生命與貞操孰重？〉批評當時島內社會對於殺妻者過於寬容。 1972年，呂籌備「時代女性協會」，但受台北市政府阻饒，於是改於徐州路的臺大法學院旁開設咖啡館「拓荒者之家」，但受政治干擾，不久便歇業。
1974年，呂出版《新女性主义》及《寻找另一扇窗》。《新女性主义》論調不脫女性的傳統性別角色，用詞溫和，藉以推動變革。
1976年，呂成立「拓荒者出版社」，出版女性主義相關出版物；同年，呂秀蓮在台北跟高雄两地办了“保护你专线”，以「拓荒者出版社」的名义开始举办种种的民意调查。1979年的美丽岛事件之后，吕秀莲遭逮捕，處20年监禁。“新女性主义”及台湾妇女运动隨吕秀莲的入狱，而陷入沉寂。

## 1980年代
1982年，鄭至慧、薄慶容、李豐、吳嘉麗、黃瓊華、李元貞、顾燕翎和其他台湾女性主義者共組《妇女新知》雜誌社，發行月刊，傳播女性主義理念，以「喚醒婦女，支援婦女，建立平等和諧的兩性社會」。为贯彻女性主义去阶层化之理念，采取扁平式组织结构和共同决策模式。1987年台灣解除戒嚴，雜誌社改組為妇女新知基金会，倡議台灣各項性別法律及政策制度，提倡女性自主意識，推動社會觀念改變。1983至1986年間，長老教會的「婦女展業中心」、晚晴協會前身「拉一把協會」、「婦女研究室」、「主婦聯盟」等團體相繼成立。
1980年代，因應人口過剩、強國強種的需要，在無墮胎爭論的情況下，通過1984年的《優生保健法》。 女性團體遊說的產物，即該法第9條第6款，部分地實現墮胎權。
1982年，行政院通過《民法親屬篇部分條文修正草案》，開始了漫長的民法修訂過程。 1994年，廢除民法父權優先條款。1996年，司法院釋字第410號解釋修正夫妻「聯合財產制」。

## 解嚴的1990年代
1987年，解嚴，台灣社會社運組織蓬勃發展。同年4月，現代婦女基金會成立，致力於婦女人身安全保障。同年8月，婦女救援基金會成立，專注救援雛妓工作。同年5月，蔡明華、曹愛蘭、林秋滿、蕭裕珍、范巽綠、陳秀惠等支持民進黨的婦女成立「進步婦女聯盟」，作為該黨的側翼。
1990年9月，婦女新知舉辦首屆大專女生姊妹營；而各大專院校紛紛成立女性主義研究社團。
1991年6月，陳素香、第芳萍成立「女工團結生產線」，致力於女性勞工運動，如1992年6月嘉隆成衣廠關廠抗爭。
1994年，蘇芊玲等婦運運動者創辦女書店，引介女性主義、性別議題相關圖書。

### 防暴法案
1993年鄧如雯殺夫案、1995年潘明秀殺夫案等多起刑事案件促使台灣社會正視家庭暴力問題，1998年《家庭暴力防治法》通過。1996年的彭婉如命案促成隔年1997年的《性侵害犯罪防治法》通過。

### 雛妓、反色情與路線分歧
婦運將形成邊緣戰鬥與體制內改革的雙軌現象。…婦運也是大眾與分眾路線同時進行。大眾路線著重托育、老人安養、人身安全、就業機會等福利政策的全盤規劃，超越男女兩性的對立，設計出符合兒童、老人、婦女等社會大眾需求的公共政策。分眾路線則以差異政治（the politics of difference）為基調，循著族群、階級、性傾向、情慾偏好等諸多軸線，不斷地增殖衍異各種新興主體認同，增加了當代多元社會的多元性與豐富性。——林芳玫，從邊緣戰鬥到體制內改革
1987年1月，針對長久沉痾的雛妓問題，廖碧英等婦女團體發起「反對販賣人口──關懷雛妓」行動，及一年後更大規模的華西街大遊行。
而1988年後，台灣的反色情運動愈演愈熾。同年婦女節，彩虹專案、婦女新知等團體發起掃黃行動，在國父紀念館焚燒色情海報。1990年7月，婦援會發起「色情海報大獵殺」運動。1990年9月，新聞局公開銷毀色情書刊150萬冊。
1994年，婦女新知基金會等團體發起「522女人連線反性騷擾大遊行」。然而，何春蕤的「我要性高潮，不要性騷擾」口號，與1995年的「台大女生看A片事件」凸顯反色情外的另一種聲音。
1995年，性／別研究室成立。其成立標誌1994年後台灣婦運內部產生的差異與路線之爭。  婦運運動人士試圖進入國家體制，而在女性情慾、廢娼爭議等議題上產生路線之爭。何春蕤、卡維波稱為「婦權派vs.性權派」之爭。 林芳玫稱之為「 性批判vs.性解放」之爭。顾燕翎稱之為「性別政治 vs.性慾政治」之爭。 其他雙方在競爭中互相取名產生的名稱，有「良婦女性主義」到「婦權vs妓權」等。
在彭婉如基金會、勵馨基金會等廢娼支持者的努力之下，時任台北市長的陳水扁廢娼，於2001年3月實施。此為廢娼議題上的標誌性事件。官秀琴等妓權派人士於1999年組成的台北市公娼自救會改組為日日春關懷互助協會。

## 2000年代
在2000年到2008年呂秀蓮擔任中華民國副總統。

### 女性保障名額
在1990年代的修憲過程中，彭婉如等婦運人士推動女性保障名額入憲。彭婉如更因在民進黨黨內推動《婦女參政四分之一保障條款》，而被稱為「彭四分之一」。1999年，《地方制度法》規定地方議會女性議員不得低於四分之一。2005年，第7次修憲，女性保障名額入憲，不分區立委的政黨當選名單，女性不得低於二分之一。

### 性別平等工作法
自1980年代女性抗議職場上禁婚禁孕潛規則，爭取工作平等。2002年，《性別平等工作法》公布。

## 2010年代至今

### MeToo
＃MeToo源起於2017年美國，於2018年3月散播至臺灣。2023年又再度燃起。